# Беспанский, Дмитрий Васильевич
Дмитрий Васильевич Беспанский (26 апреля 1974) — белорусский футболист, правый полузащитник.

## Биография
Воспитанник футбольной школы минского «Динамо», первый тренер — Евгений Глембоцкий. Взрослую карьеру начал в сезоне 1992/93 в клубе «Беларусь» (позднее — «Динамо-93»), выступавшем в высшей лиге Беларуси. Со своим клубом завоевал три бронзовые медали национального чемпионата (1992/93, 1994/95, 1995), а в серебряном сезоне 1993/94 ни разу не вышел на поле. Также стал обладателем (1994/95) и финалистом (1996/97) Кубка Беларуси. Выступал за «Динамо-93» до его расформирования в 1998 году.
Летом 1998 года вместе с группой бывших игроков минского клуба перешёл в «Шахтёр» (Солигорск) и провёл в клубе два с половиной сезона. В 2001 году перешёл в минское «Динамо», с которым стал серебряным призёром чемпионата страны в том же сезоне. Летом 2002 года вернулся в «Шахтёр», с ним завоевал бронзовые награды в 2002 и 2004 годах. Обладатель Кубка страны 2003/04 (в финале не играл). Сезон 2005 года провёл в брестском «Динамо».
В 2006 году фактически завершил профессиональную карьеру и начал работать вне футбола, но продолжал играть как любитель за клуб первой лиги «Барановичи». В 2007 году выступал во второй лиге за «Молодечно», но в ходе сезона перешёл в состав новичка первой лиги «Динамо-Белкард» (Гродно). Через два месяца, после смены руководства клуба, покинул команду и завершил карьеру.
Всего в высшей лиге Беларуси сыграл 233 матча и забил 28 голов. Принимал участие в играх еврокубков.
Вызывался во вторую сборную Беларуси, участвовал в контрольном матче против первой сборной.
После окончания игровой карьеры работал в сфере торговли.

## Достижения
- Обладатель Кубка Беларуси: 1994/95, 2003/04
- Финалист Кубка Беларуси: 1996/97
- Серебряный призёр чемпионата Беларуси: 2001
- Бронзовый призёр чемпионата Беларуси: 1992/93, 1994/95, 1995, 2002, 2004

## Личная жизнь
Разведён, бывшая супруга Людмила. Есть дочь.